# Franc Novak (zdravnik)
Franc Novak (partizansko ime Luka), slovenski zdravnik (ginekolog), univerzitetni profesor, akademik in partizan, * 4. junij 1908, Kranj; † 29. september 1999, Ljubljana.

## Partizanski borec in zdravnik
Politično neopredeljeni mlad zdravnik, skavt in ljubiteljski športnik, je v domačem okolju skromne družine nadučitelja in v času sedemletnega volontiranju spoznal socialno stisko predvojne Jugoslavije. Že leta 1941 se je brez pomislekov odločil za sodelovanje v NOB. Partizanščino je pričel kot zdravnik in borec »Luka« v 1. SNOUB »Tone Tomšič«, kasneje pa je bil eden izmed organizatorjev partizanske medicine, ki se je odlikovala po številnih skritih bolnišnicah, česar drugje v Jugoslaviji niso poznali. Od leta 1943 je bil načelnik sanitete Glavnega štaba NOV in POS. Kot odposlanec se je udeležil Zbora odposlancev slovenskega naroda v Kočevju.
Med drugim je v partizanih tudi uspesno operiral Dano Kozak, partizanko in zeno enega od osnoviteljev komunisticne partije Slovenije Vlada Kozaka (1907-1985). Dana je imela vnet zob, Luka pa zoba ni izdrl, pac pa je z nozem naredil manjso odprtinico v celjust tako da je gnoj odtekel. Za anestezijo so Dano opili z alkoholom. Kmalu po operaciji si je opomogla.

## Strokovno delo
Franc Novak se je zgodaj opredelil za specialnost ginekologija in je slovensko porodništvo in ginekologijo pripeljal, kot naslednik mentorja in prijatelja akad. prof. dr. Pavla Lunačka do velike mednarodne veljave in praktičnih uspehov, ki so se kazali po strokovnih izmenjavah, uspešnih zahtevnih operacijah in nizki stopnji umrljivosti porodnic in novorojencev. Znamenite so bile Novakove izboljšave radikalnih histerektomij (Wertheimovih operacij). Z izboljšavami je zmanjšal pojavljanje vaginalnih fistul s 17 % na 2 % . Franc Novak je avtor knjige o ginekološki operacijski tehniki, ki je bila zaradi odlične prakse in nazornih opisov ob izdaji leta 1978 zelo dobro ocenjena; je bila ponatisnjena in prevedena v več jezikov.  

## Družinsko življenje
Po drugi svetovni vojni se je Novak poročil s političarko in partizanko Vido Tomšič (vdova po heroju Tonetu Tomšiču, † 1942). V skladnem zakonu sta se rodila sin Branko Novak (elektroinženir) in hči Živa Novak (poročena Antolič). Hči je stopala po očetovih stopinjah in postala spoštovana ginekologinja-porodničarka. Član družine je bil tudi sin Vide Tomšič iz prvega zakona Miha Tomšič.

## Napredovanja
- rezervni podpolkovnik JLA (?)

## Odlikovanja
- red za hrabrost
- red dela II. stopnje
- red partizanske zvezde II. stopnje (2x)
- red zaslug za ljudstvo II. stopnje
- red bratstva in enotnosti II. stopnje
- zlati častni znak svobode Republike Slovenije